# Top oder Flop? Die Super-Makler
Top oder Flop? Die Super-Makler, auch Die Super-Makler – Top oder Flop? genannt, (Originaltitel: Flip or Flop) ist eine US-amerikanische Dokutainment-Reihe, in der die Immobilienmakler Tarek El Moussa und Christina Meursinge Haack baufällige Häuser günstig aufkaufen, renovieren und gewinnbringend verkaufen. Sie wurde von April 2013 bis März 2022 auf dem US-amerikanischen Sender HGTV ausgestrahlt. Die deutschsprachige Erstausstrahlung erfolgte seit dem 25. Oktober 2015 auf dem deutschen Sender sixx.
Im November 2020 wurde die Fernsehsendung um eine zehnte Staffel verlängert. Die fünfzehn neuen Folgen wurden vom 2. Dezember 2021 bis 17. März 2022 ausgestrahlt. Am 10. März 2022 wurde bestätigt, dass die Sendung mit Abschluss der zehnten Staffel beendet wird.

## Konzept
Tarek El Moussa und Christina Meursinge Haack waren ein verheiratetes Immobilienmakler-Paar aus Orange County, Kalifornien. Nach dem Immobiliencrash im Jahr 2008 begannen sie Häuser, die normalerweise in Bankbesitz, Leerverkäufe oder Zwangsvollstreckungen waren, in der Gegend von Orange County aufzukaufen, sie zu renovieren und anschließend weiter zu verkaufen. In der Sendung werden sie dabei begleitet.
Trotz ihrer Scheidung, die im Januar 2016 bekannt wurde, arbeiteten sie beide weiterhin gemeinsam in ihrer Show.

## Ausstrahlung
Die Erstausstrahlung fand seit dem 16. April 2013 auf dem US-amerikanischen Pay-TV-Sender HGTV statt und endete dort mit Abschluss der zehnten Staffel am 17. März 2022 nach 155 Episoden. HGTV orientiert sich bei der Ausstrahlung der Folgen nicht an der Produktionsreihenfolge. Zum Beispiel wurde die fünfte Staffel mit 15 Folgen bestellt und produziert, jedoch wurden zwei Folgen erst innerhalb des Sendezeitraums der sechsten Staffel ausgestrahlt. International werden diese Staffeln jeweils mit 15 Folgen ausgewiesen.
Die deutschsprachige Erstausstrahlung erfolgt seit dem 25. Oktober 2015 auf dem deutschen Free-TV-Sender sixx. Die Übersetzung und Ausstrahlung orientiert sich ebenfalls nicht nach der ursprünglichen Einteilung der Folgen.
Während sixx die ersten beiden Folgen am 25. Oktober 2015 ausgestrahlte, erfolgte die Veröffentlichung der weiteren Folgen ab dem 2. Mai 2016 montags bis freitags um 13:15 Uhr in Doppelfolgen. Nach zwei Wochen wurde sie wieder abgesetzt. Vom 20. Juli bis zum 24. August 2016 wurde die Sendung mittwochs um 22:10 Uhr ausgestrahlt. Ab dem 29. Mai 2017 wurde die Sendung ca. vier Wochen lang erneut täglich in Doppelfolgen um 16:25 Uhr ausgestrahlt. Danach wurde nochmals der Sendeplatz und Ausstrahlungsrhythmus gewechselt. Die Sendung wurde vom 4. April bis zum 17. Mai 2018 in Doppelfolgen, vom 13. bis 28. Februar 2019 mit vier Folgen am Stück und vom 6. bis zum 20. März 2019 mit drei Folgen am Stück wöchentlich jeden Mittwoch um ca. 22 Uhr veröffentlicht. Ab dem 5. Februar 2020 strahlte der Sender mit vier Folgen am Stück die Doku-Reihe fünf Wochen lang mittwochs um 20:15 Uhr aus. Zusätzlich fand vom 28. Februar bis zum 6. März 2020 eine tägliche Ausstrahlung der neuen Folgen von Montag bis Freitag ab 11 Uhr in Doppelfolgen statt. Die Erstausstrahlung der finalen 10. Staffel erfolgte am 20. Juni 2022 auf HGTV Deutschland unter dem Titel Flip or Flop – Das große Haus-Makeover. 14 Episoden liefen dabei in Doppelfolgen; Folge 6 der Staffel wurde bisher nicht gezeigt.
| Staffel | Folgenanzahl | Erstausstrahlung (USA) HGTV U.S. | Erstausstrahlung (USA) HGTV U.S. | Deutschsprachige Erstausstrahlung sixx             | Deutschsprachige Erstausstrahlung sixx             |
| Staffel | Folgenanzahl | Staffelpremiere                  | Staffelfinale                    | Staffelpremiere                                    | Staffelfinale                                      |
| ------- | ------------ | -------------------------------- | -------------------------------- | -------------------------------------------------- | -------------------------------------------------- |
| 1       | 13           | 16. April 2013                   | 28. Mai 2013                     | 25. Oktober 2015                                   | 9. Mai 2016                                        |
| 2       | 14           | 8. April 2014                    | 8. Juli 2014                     | 9. Mai 2016                                        | 24. August 2016                                    |
| 3       | 15           | 7. Oktober 2014                  | 7. Juli 2015                     | 29. Mai 2017                                       | 8. Juni 2017                                       |
| 4       | 15           | 3. Dezember 2015                 | 11. Februar 2016                 | 8. Juni 2017                                       | 20. Juni 2017                                      |
| 5       | 13           | 9. Juni 2016                     | 22. September 2016               | 4. April 2018                                      | 20. Februar 2019                                   |
| 6       | 17           | 1. Dezember 2016                 | 30. März 2017                    | 4. April 2018                                      | 13. März 2019                                      |
| 7       | 20           | 15. Juni 2017                    | 6. September 2018                | 13. März 2019                                      | 26. Februar 2020                                   |
| 8       | 18           | 1. August 2019                   | 12. Dezember 2019                | 26. Februar 2020                                   | 6. März 2020                                       |
| 9       | 15           | 15. Oktober 2020                 | 14. Januar 2021                  | 25. September 2021                                 | 3. Oktober 2021                                    |
| Staffel | Folgenanzahl | Erstausstrahlung (USA) HGTV U.S. | Erstausstrahlung (USA) HGTV U.S. | Deutschsprachige Erstausstrahlung HGTV Deutschland | Deutschsprachige Erstausstrahlung HGTV Deutschland |
| Staffel | Folgenanzahl | Staffelpremiere                  | Staffelfinale                    | Staffelpremiere                                    | Staffelfinale                                      |
| 10      | 15           | 2. Dezember 2021                 | 17. März 2022                    | 20. Juni 2022                                      | 1. August 2022                                     |

## Rezeption
In den Vereinigten Staaten gehörte Flip or Flop seit dem Start im April 2013 zu den meistgesehenen Sendungen des Senders HGTV. Vor allem in der werberelevanten Zielgruppe war die Sendung sehr beliebt.

### Ableger
Aufgrund des Erfolgs wurden bzw. werden mehrere Ableger produziert und auf HGTV veröffentlicht.
| Zeitraum  | Titel                                                       | Folgen in Staffeln | Anbieter im deutschsprachigen Raum |
| --------- | ----------------------------------------------------------- | ------------------ | ---------------------------------- |
| 2015      | Flip or Flop Follow-Up                                      | 6 in 1 Staffel     |                                    |
| seit 2017 | Haus-Makeover in Las Vegas (Flip or Flop Vegas)             | 36 in 3 Staffeln   | TLC, HGTV                          |
| 2017–2018 | Haus-Makeover in Atlanta (Flip or Flop Atlanta)             | 28 in 2 Staffeln   | TLC, HGTV                          |
| 2018      | Chicago Flippers                                            | eine Pilotfolge    |                                    |
| 2018      | Rustic Rehab                                                | 9 in 1 Staffel     |                                    |
| seit 2018 | Haus-Makeover in Nashville (Flip or Flop Nashville)         | 21 in 2 Staffeln   | HGTV, TLC                          |
| seit 2019 | Christinas kalifornischer Traum (Christina on the Coast)    | 21 in 2 Staffeln   | Joyn, HGTV                         |
| seit 2020 | Haus-Flipping mit Tarek (Flipping 101 with Tarek El Moussa) | 14 in 1 Staffel    | Joyn, HGTV                         |